# 권창욱
권창욱(1984년 7월 21일 ~ )은 대한민국의 성우로, 2011년 한국방송 성우극회 공채 36기로 입사했다. 

## 출연작

### 애니메이션
- 크로스 파이트 비드맨 2기 (재능TV) - 독고 준영
- 오소마츠 6쌍둥이 (애니박스) - 마츠노 카라마츠
- 가면라이더 드라이브&가이무 MOVIE 대전 풀 스로틀(챔프) - 메가 헥스, 죠노우치 히데야스(공슬찬)
- 장화신은 고양이 (드림웍스) - 알티피우스 외
- 줄리안 만만세 (드림웍스) - 테드 / 헥터 외
- 드래곤 길들이기:세상 끝으로 가자 (드림웍스) - 비고 그림본
- SPY×FAMILY (애니플러스) - 헨리 헨더슨
- 명탐정 코난 (투니버스) - 천동영
- 매직어드벤처 (KBS) - 노이즈
- 파워레인저 애니멀포스 - 레오(애니멀 라이온)
- 런닝맨 (SBS) - 쿠가
- 하이큐 (애니맥스) - 카마사키 야스시, 이리하타 노부하루, 하이바 리에프, 사이토 아키라
- 헬로 카봇 (KBS) - 마하
- 다이노 파워즈 - 무케
- 퓨어엔젤 미라클 매직 (투니버스) - 풍선아저씨
- 빠샤메카드 (MBC) - 파워드래곤
- 신비아파트 고스트볼 더블X: 6개의 예언 (투니버스) - 이무기
- 포켓몬스터W (투니버스) - 목호
- 디지몬 고스트 게임 (재능TV) - 랑크스몬, 다크나이트몬
- 극장판 SPY×FAMILY CODE: White - 드미트리
- 메탈카드봇S 강철의 귀환 (EBS) - 머슬하이드

### 다큐멘터리
- 2013.10.31 KBS 동물의 세계 - 야생으로 돌아간 재규어 삼남매 (1) (KBS)
- 2013.11.01 KBS 동물의 세계 - 야생으로 돌아간 재규어 삼남매 (2) (KBS)
- 2013.11.04 KBS 동물의 세계 - 야생으로 돌아간 재규어 삼남매 (3) (KBS)
- 2013.11.15 KBS 동물의 세계 - 악어들의 천국, 오카방고 삼각주 (1) (KBS)
- 2013.11.18 KBS 동물의 세계 - 악어들의 천국, 오카방고 삼각주 (2) (KBS)
- 2013.11.19 KBS 동물의 세계 - 악어들의 천국, 오카방고 삼각주 (3) (KBS)
- 2014.01.21 KBS 동물의 세계 - 악어들의 천국, 오카방고 삼각주 (1) (KBS)
- 2014.01.22 KBS 동물의 세계 - 악어들의 천국, 오카방고 삼각주 (2) (KBS)
- 2014.01.23 KBS 동물의 세계 - 악어들의 천국, 오카방고 삼각주 (3) (KBS)
- 2014.01.25 KBS 동물의 왕국 - 검은 코뿔소 구출 작전 (KBS)
- 2014.05.06 KBS 가정의 달 특선 다큐 식물의 왕국 제 4부 극적인 순간, 비밀을 엿보다 (KBS)
- 2014.07.11 KBS 동물의 세계 - 오랑우탄 , 야생으로 돌아가다 (1) (KBS)
- 2014.07.14 KBS 동물의 세계 - 오랑우탄 , 야생으로 돌아가다 (2) (KBS)
- 2014.07.15 KBS 동물의 세계 - 오랑우탄 , 야생으로 돌아가다 (3) (KBS)
- 2014.08.21 KBS 세상의 모든 다큐 - 감춰진 언어, 보디랭귀지 (KBS)
- 2014.09.07 KBS 동물의 왕국 - 추석특집 슈퍼 캣의 탄생 (KBS)
- 2014.12.09 KBS 동물의 세계 - 바다코끼리, 아빠 만들기 프로젝트 (1) (KBS)
- 2014.12.10 KBS 동물의 세계 - 바다코끼리, 아빠 만들기 프로젝트 (2) (KBS)
- 2014.12.11 KBS 동물의 세계 - 바다코끼리, 아빠 만들기 프로젝트 (3) (KBS)
- 2015.02.20 KBS 설 특선 다큐 빙하시대의 거대 동물들 (KBS)
- 2016.04.07 KBS 스페셜 - 조선 호랑이 왕국, 왜 사라졌는가 (KBS)

### 외화

#### 드라마
- 닥터후 시즌 7(KBS) - 에이모스(그레이엄 터너)
- 닥터후 시즌 9(KBS) - 케이블(사이먼 메니언다)
- 삼총사 시즌 1/2(KBS) - 보나슈, 빈센트
- 셜록 시즌 4(KBS) - 빌리 위긴스(톰 브룩)
- 일루셔니스트 (텔레노벨라) - 사미르
- 한여름 밤의 꿈 (KBS) - 디미트리어스(파파 이스이두)/플루트
- 명탐정 브라운 신부 시즌3 (평화방송) - 리슬리 (제임스 드라이든)
- 우러러보니 존귀한 (채널J) - 키토라 (마켄유)

#### 영화
- 마이 걸 (KBS) - 랄프 데보토 (게오르게 콜란젤로)
- 그랜 토리노 (KBS) - 자노바치(코리스토퍼 칼리)
- 작은 아씨들 (KBS) - 마부(제이 브라즈외) / 프레드의 친구(마 앤더스)
- 스파이 게임 (KBS) - 미치 알포드(제임스 오브리)
- 노예 12년 (KBS) - 버치 (크리스토퍼 베리)
- 어벤져스: 에이지 오브 울트론 (VOD) - 율리시스 클로 (앤디 서키스)
- 블랙 팬서 (VOD) - 율리시스 클로 (앤디 서키스)
- 앤트맨(VOD) - 데이브(T.I.)
- 앤트맨과 와스프 - 데이브(T.I.) / 에이바의 아버지(마이클 서베리스)
- 퍼스트 어벤저 - 듀건(닐 맥도너)
- 이터널스 - 크로(빌 스카스가드)
- 꼬마 니콜라의 여름방학 - 부이용
- 스타 워즈: 깨어난 포스 (MOVIE)

#### 넷플릭스
- 풀러 하우스 - 맷 / 제시
- 로스트&파운드 뮤직 스튜디오 - 미스터 T
- 익스팬스 - 에이모스 버튼 (웨스 채텀)

### 극장판 애니메이션
- 주먹왕 랄프 2: 인터넷 속으로 - 랄프
- 명탐정 코난: 감벽의 관 - 이태산
- 몬스터 호텔 2
- 슈퍼배드 3
- 쿵푸 팬더 3
- 주토피아 - 듀크 / 만체스 / 더그 / 버키
- 장난감이 살아있다 - 레드
- 드림쏭
- 마이펫의 이중생활, 마이펫의 이중생활 2 - 멜(퍼그)
- 씽 - 마이크(생쥐)
- 보스 베이비
- 극장판 헬로 카봇: 옴파로스 섬의 비밀 - 크라이온
- 온워드: 단 하루의 기적 - 객스턴
- 소울 - 문윈드
- 런닝맨: 리벤져스 - 쿠가

#### 넷플릭스
- 쿵푸팬더:두루마리의 비밀 - 보어

#### 기타
- 원펀맨 (Blu-ray) - 메탈 나이트 / 탱크탑 블랙홀 / 글로리버스

### 라디오 드라마

#### KBS
소설극장 (KBS 3라디오)
- 2011.01.02 ~ 2011.02.13 조정래 <허수아비 춤> (전인옥 / Y신문 광고국장)
- 2011.02.14 ~ 2011.04.06 은희경 <소년을 위로해줘> (독고태수)
- 2011.04.07 ~ 2011.05.21 권비영 <덕혜옹주> (김황진 / 기수 / 사내)
- 2011.05.22 ~ 2011.07.02 박완서 <아주 오래된 농담> (현금 아빠 / 박원장 / 박성남)
- 2011.07.03 ~ 2011.08.15 박범신 <은교> (이적요 아들 / 사회자 / 시인N / 기자 / 룸까페 매니저F 외)
- 2011.08.16 ~ 2011.09.27 최인호 <낯익은 타인들의 도시> (흑인 / 매형 / 선생님 / P교수 / 주임신부)
- 2011.09.28 ~ 2011.11.04 오세영 <북벌> (윤헌)
- 2011.11.05 ~ 2011.11.14 성석제 <호랑이를 봤다> (생맥주 술집 주인 외)
- 2011.11.15 ~ 2012.01.23 정유정 <7년의 밤> (약사 / 안승환 아버지 / 김영태 / 오영제 장인)
- 2012.01.24 ~ 2012.03.01 심윤경 <나의 아름다운 정원> (푸줏간 아저씨 / 고물장수 아저씨 / 주리 삼촌)
- 2012.03.02 ~ 2012.04.08 최문희 <난설헌> (김첨)
- 2012.04.09 ~ 2012.07.06 천명관 <나의 삼촌, 브루스 리> (제작 부장 / 운전사 / 염마 / 곽 부장 / 건달 / 경찰 외)
- 2012.08.04 ~ 2012.10.05 이정명 <별을 스치는 바람> (스기야마 도잔)
- 2012.10.06 ~ 2012.11.09 백영옥 <실연당한 사람들을 위한 일곱시 조찬 모임> (대표)
- 2012.11.10 ~ 2012.12.19 이승우 <지상의 노래> (연희의 삼촌 / 장군)
- 2012.12.20 ~ 2013.01.24 조세희 <난장이가 쏘아 올린 작은 공> (주정뱅이 / 경훈)

라디오 극장 (KBS 한민족 방송)
- 2011.05.01 ~ 2011.05.31 박석준 <그루터기> (젊은 이서우 / 문선생)
- 2011.06.01 ~ 2011.06.30 천명관 <고령화 가족> (카페 손님1 / 경찰 / 최사장)
- 2011.07.01 ~ 2011.07.31 권현숙 <루마니아의 연인> (검역소 직원 / 남교사2 / 옥타비안 교장 / 남교사1 / 마부 외)
- 2011.08.01 ~ 2011.08.31 김탁환 <열하광인> (유득공 / 무장 / 동기협 / 서생2)
- 2012.01.01 ~ 2012.01.31 한수영 <플루토의 지붕> (행정관 / 민수아빠 / 사장 / 승객1 / 노신부 / 귀신 / 경찰1 외)
- 2012.03.01 ~ 2012.03.31 조정래 <황토> (사또상 / 하객남1 / 취조관1)
- 2012.04.01 ~ 2012.04.30 김탁환 <열녀문의 비밀> (박제가 / 사내3)
- 2012.06.01 ~ 2012.06.30 성석제 <도망자 이치도> (이웃1 / 수위 / 자전거포 주인 / 문어 / 판정관 / 오상사)
- 2012.07.01 ~ 2012.07.31 김별아 <논개> (지방관 / 김첨지 / 장수 / 장수2)
- 2012.11.01 ~ 2012.11.30 김별아 <채홍> (화 / 전수 / 경녕군)
- 2012.12.01 ~ 2012.12.31 명지현 <교군의 맛> (사장 / 김규식 / 경찰)
- 2013.01.01 ~ 2013.01.31 김탁환 <허균, 최후의 19일> (박치의 / 윤홍 / 한명욱 / 김예직 / 우치적 / 유희분)
- 2013.08.01 ~ 2013.08.31 주호민 <신과 함께 - 저승편> (강림도령)
- 2016.08.01 ~ 2016.08.31 김종일 <몸-링반데룽 편> (오택수)
- 2018.02.01 ~ 최지운 <시간을 마시는 카페> (최성혁)

라디오 독서실 (KBS 2라디오)
- 2011.02.20 해이수 <절정> (군졸1)
- 2011.03.13 최제훈 <그녀의 매듭> (성우1)
- 2011.03.27 윤고은 <해마, 날다> (고객1)
- 2011.04.03 김연수 <세계의 끝 여자친구> (시인)
- 2011.04.10 박민규 <그렇습니까? 기린입니다> (성우 / 화성인)
- 2011.04.17 박금산 <귓속의 길> (아빠)
- 2011.04.24 백영옥 <청첩장 살인사건> (남자 하객)
- 2011.05.15 황선미 <나쁜 어린이 표> (아빠)
- 2011.05.22 김  원 <만선> (아들)
- 2011.05.29 최일남 <타령> (담임)
- 2011.06.05 강영숙 <문래에서> (친구)
- 2011.06.19 김애란 <물속 골리앗> (동료2)
- 2011.06.26 김영현 <깊은 강은 멀리 흐른다> (병섭)
- 2011.07.03 조세희 <난장이가 쏘아올린 작은 공>
- 2011.07.10 김도연 <사람 살려> (도깨비)
- 2011.07.17 조선희 <서리, 박지> (경찰)
- 2011.08.07 정석화 <킬 힐> (점원)
- 2011.08.14 강경애 <소금> (순사)
- 2011.08.21 윤영수 <문단속을 제대로 하지 않으면> (인부1)
- 2011.08.28 염승숙 <노 웨어 맨> (사내)
- 2011.09.04 한성우 <아, 김광석> (청년 / 이발사)
- 2011.09.25 안성호 <돼지가 사라졌다> (인부1)
- 2011.10.09 천운영 <눈보라콘> (운전사)
- 2011.10.16 심상대 <묵호를 아는가> (사내2)
- 2011.10.30 신경숙 <깊은 숨을 쉴 때마다> (택시기사)
- 2011.11.06 이무영 <제1과 제1장> (도둑남)
- 2011.11.13 편혜영 <저녁의 구애> (친구)
- 2011.12.04 전성태 <국화를 안고> (운전기사)
- 2012.01.29 허진원 <덫> (점장)
- 2012.04.22 이문구 <우리 동네 김씨> (중년남자)
- 2012.06.03 최인훈 <놀부뎐> (거간꾼)
- 2012.06.10 이청준 <선학동 나그네> (중년2)
- 2012.06.17 윤대녕 <말발굽 소리를 듣는다> (말)
- 2012.07.22 김재성 <노끈> (송우리 부)
- 2012.07.29 박해로 <운수 나쁜 날> (치삼)
- 2012.08.12 최영진 <기면증> (의사)
- 2012.08.19 채만식 <레디메이드 인생> (K)
- 2012.09.02 김성중 <국경시장> (중국인)
- 2012.09.23 윤고은 <4분의 1> (아버지)
- 2012.10.14 김수정 <삵> (동료)
- 2012.10.28 김인숙 <빈 집> (고모부)
- 2012.11.04 김중혁 <요요> (아버지)
- 2012.12.16 백가흠 <더 송 The song> (경비)
- 2013.09.01 김동인 <붉은 산>, <무지개>	(정익호)
- 2015.08.30 김범석 <저주받은 흉가의 탄생, 혹은 종말> (철수)

라디오 문학관 (KBS 한민족 방송)
- 2016.06.26 윤고은 <된장이 된> (조)

KBS 무대 (KBS 한민족 방송)
- 2011.02.26 호각소리 (김형사)
- 2011.03.19 교수님을 부탁해 (예비역)
- 2011.04.23 월정교를 건너며
- 2011.04.30 홍부녀 전 (행인1)
- 2011.05.07 코끼리 (학생)
- 2011.05.14 사과 꽃 (인부)
- 2011.06.25 나는 누구입니까? (상인)
- 2011.07.16 그 이름으로 (남자)
- 2011.07.30 세여자의 2박 3일
- 2011.08.13 별이 빛나는 밤에 (남자2)
- 2011.09.10 우리들의 한가위 (준수)
- 2011.10.01 행복 찾기 (이삿짐 센터)
- 2011.11.05 어디선가 나를 찾는 전화벨이 울리고 (미캐닉)
- 2011.12.31 해프닝 2011
- 2012.05.26 그녀들의 이중생활 (남자)
- 2012.06.02 마지막 선물 (성욱)
- 2012.06.16 천사를 보았다 (성태)
- 2012.06.30 쉿 나방이야 (임금)
- 2012.07.21 그리고 아무 말도 하지 않았다 (남자)
- 2012.08.11 못다한 이야기 (정선 남편)
- 2012.09.01 달이 울다 (경찰1)
- 2012.09.08 회복 (손님)
- 2012.10.13 연산의 꿈 (대신1)
- 2012.10.20 남 걱정 공화국 (의사)
- 2012.10.27 천년송 (왕방연 / 중년3)
- 2012.11.03 그리운 것은 언제나 내 앞에 있다 (아저씨)
- 2012.12.29 아버지의 바다 (형사1)
- 2013.05.04 홍제원 여인 (김시원)
- 2013.07.13 꽃이 피었다 (경찰관)
- 2014.03.29 각광을 받다 (윤중일)

대한민국 경제실록 (KBS 1라디오)
- 2011.03.10 ~ 2011.04.20 제06화 철의 신화 (박종규 외)
- 2011.04.21 ~ 2011.06.17 제07화 한국경제의 대동맥 경부고속도로 (김과장 외)
- 2011.06.20 ~ 2011.08.16 제08화 검은 황금, 오일머니를 잡아라 (기자 외)
- 2011.08.17 ~ 2011.10.26 제09화 서울, 고도성장의 신화 (이후락 외)
- 2011.10.27 ~ 2011.12.30 제10화 한국경제의 엔진, 자동차 (김재원 외)
- 2012.05.02 ~ 2012.07.13 제13화 5공화국 사채파동 (곽근배 외)
- 2012.07.16 ~ 2012.09.21 제14화 5공화국, 부실기업 정리의 명과암 (이근영 외)
- 2012.09.24 ~ 2012.12.07 제15화 한국 경제의 여명기 (싸젠트 외)
- 2012.12.10 ~ 2013.02.22 제16화 재벌의 맹아기 (김재초)

오늘의 신문 2부 (KBS 3라디오)
- 2011.11.07 ~ 2012.05.19 (기사 낭독)

책 읽는 밤 (KBS 1라디오)
- (낭독 / 연기)

다큐멘터리 역사를 찾아서 (KBS 1라디오)
- (연기)

특별기획 아주 특별한 기부 <내 인생의 책> (KBS 3라디오)
- 2012.07.29 김 구 <백범일지> (김구)
- 2012.08.26 간디 자서전
- 2012.12.23 빅터 프랭클 <죽음의 수용소에서> (교도관)

연중기획 <이제, 나는 대한민국 국민입니다> (KBS 한민족 방송)
- 2014.07.29 제07부 정성산의 평양 마리아 (동료)
- 2014.11.30 제11부 통일을 준비하는 방송인 김정현 (보위원)
- 2014.12.31 제12부 고국땅에 사랑을 전합니다 문경철 (문경철)

한국 근대문학 기행, <모란, 소나기, 그리고 서시> (KBS 한민족 방송, KBS 1라디오 공동기획)
- 2014.10.31 제3편 별이 된 시인 윤동주

#### EBS
큰 작가 조정래의 인물 이야기  (EBS FM)
- 2015.04.22 ~ 2015.05.15 <신채호> 12화~ (낭독)
- 2015.05.16 ~ 2015.06.10 <한용운> (낭독)
- 2015.06.11 ~ 2015.07.04 <세종대왕> (낭독)
- 2015.07.06 ~ 2015.07.25 <이순신> (낭독)
- 2015.07.27 ~ 2015.08.17 <김 구> (낭독)
- 2015.08.18 ~ 2015.08.29 <박태준> (낭독)

### 게임
- 도타2 - 예지자
- 히어로즈 오브 더 스톰 - 정예 타우렌 족장
- 스타크래프트: 리마스터 - 자스, 조언자
- 스타크래프트 II: 공허의 유산 - 말살자
- 섬광천사 리토나 리리셰 - 바켄
- 쿠키런:킹덤-크런치초코칩 쿠키
- 원신 - 라이오슬리